# Buseno
Buseno (německy a do roku 1943 oficiálně Busen) je obec ve švýcarském kantonu Graubünden, okresu Moesa. Nachází se v údolí řeky Calancasca, asi 72 kilometrů jihozápadně od kantonálního hlavního města Churu, v nadmořské výšce 801 metrů. Žije zde 87 obyvatel.

## Geografie

Historický pohled na údolí Calanca (1953)

Obec se skládá z vesnic Buseno a Molina na dně údolí v dolní části údolí Val Calanca a z horských osad Giova a San Carlo. Obec se nachází na hustě zalesněném svahu na pravé straně nad řekou Calancasca.
Z celkové rozlohy obce 1126 ha připadá 925 ha (přes 82 %) na lesy a háje. Dalších 117 ha (většinou horských) je neproduktivní půda. Pouze 63 ha lze využít pro zemědělství, většinou jde o vysokohorské pastviny. Zbývajících 21 ha činí zastavěná plocha.
Buseno sousedí s obcemi Calanca, Castaneda, Grono, Roveredo, San Vittore a Santa Maria in Calanca.

## Historie
V roce 1548 získala obec právo volit si vlastního faráře; předtím náležela kapitule v San Vittore. Politicky a hospodářsky se Buseno stalo zcela samostatnou obcí až v roce 1866, po definitivním rozdělení lesů a alpských pastvin, které předtím patřily celému údolí. Farní matrika je v obci vedena od roku 1654–1655. V roce 1899 se na základě kantonálního referenda stala součástí Busena obec Giova. Farní kostel sv. Pietro e Antonio abate byl rozšířen v roce 1776 a restaurován v roce 1990. Moderní kostel Nostra Signora di Fatima v Giově byl postaven v letech 1984–1988. Zemědělství a chov dobytka převažují i dnes. V minulosti docházelo k silné emigraci sklářů do Francie a dalších řemeslníků do Rakouska a Německa.

## Obyvatelstvo
| Rok            | 1611 | 1803 | 1850 | 1900 | 1950 | 1990 | 2000 | 2004 | 2010 | 2011 | 2012 | 2013 | 2020 |
| Počet obyvatel | 575  | 344  | 248  | 198  | 241  | 97   | 110  | 98   | 100  | 104  | 94   | 92   | 91   |

Údolí Calanca je jednou z italsky mluvících oblastí kantonu Graubünden. Převážná většina obyvatel obce tak hovoří italsky.